# Аласъярви (озеро)
Аласъярви (фин. Alasjärvi) — озеро в юго-западной части Республики Карелия.

## Общие сведения
Площадь озера — 1,2 км², площадь бассейна — 33,3 км².
Форма озера продолговатая, вытянутая с юго-востока на северо-запад. На озере один небольшой остров в центральной части. Берега каменисто-песчаные, местами скалистые. Из озера вытекает безымянный ручей, втекающий с левого берега в реку Ильменйоки. В юго-восточной оконечности в озеро впадает безымянная протока длиной порядка 350 м, соединяющая Аласъярви с озером Хитоланъярви, в которое, в свою очередь, втекает протока из озера Райватталанлампи.
Вдоль юго-западного берега проходит железнодорожная линия Выборг — Хийтола.
На северном берегу озера расположен посёлок Куянсуо.
Код водного объекта в государственном водном реестре — 01040300211102000012820.